# Campeonato Mundial de Atletismo de 2019 - Arremesso de peso feminino
A competição do arremesso de peso feminino no Campeonato Mundial de Atletismo de 2019 foi realizada no Estádio Internacional Khalifa, em Doha, no Catar, nos dias 2 e 3 de outubro.

## Recordes
Antes da competição, os recordes eram os seguintes: 
| Recorde mundial                               | Natalya Lisovskaya (URS) | 22.63 | Moscou, União Soviética  | 7 de junho de 1987    |
| Recorde do campeonato                         | Natalya Lisovskaya (URS) | 21.24 | Roma, Itália             | 5 de setembro de 1987 |
| Recorde do campeonato                         | Valerie Adams (NZL)      | 21.24 | Daegu, Coreia do Sul     | 29 de agosto de 2011  |
| Recorde do ano                                | Gong Lijiao (CHN)        | 20.31 | Zurique, Suíça           | 29 de agosto de 2019  |
| Recorde africano                              | Vivian Chukwuemeka (NGR) | 18.43 | Walnut, Estados Unidos   | 19 de abril de 2003   |
| Recorde asiático                              | Li Meisu (CHN)           | 21.76 | Shijiazhuang, China      | 23 de abril de 1988   |
| Recorde da América do Norte, Central e Caribe | Belsy Laza (CUB)         | 20.96 | Cidade do México, México | 2 de maio de 1992     |
| Recorde da América do Sul                     | Elisângela Adriano (BRA) | 19.30 | Tunja, Colômbia          | 14 de julho de 2001   |
| Recorde europeu                               | Natalya Lisovskaya (URS) | 22.63 | Moscou, União Soviética  | 7 de junho de 1988    |
| Recorde da Oceania                            | Valerie Adams (NZL)      | 21.24 | Daegu, Coreia do Sul     | 29 de agosto de 2011  |

## Medalhistas
| Ouro              | Prata                     | Bronze                    |
| Gong Lijiao (CHN) | Danniel Thomas-Dodd (JAM) | Christina Schwanitz (GER) |

## Tempo de qualificação
| Tempo de qualificação |
| --------------------- |
| 18.00 m               |

## Calendário
| Data                 | Horário | Fase         |
| -------------------- | ------- | ------------ |
| 2 de outubro de 2019 | 16:45   | Qualificação |
| 3 de outubro de 2019 | 22:35   | Final        |

Todos os horários estão no horário local (UTC+3)

## Resultados

### Qualificação
Qualificação: 18.40 m (Q) ou as 12 melhores performances (q). 
| Pos. | Grupo | Atleta              | Nacionalidade     | Tentativa | Tentativa | Tentativa | Marca | Notas |
| Pos. | Grupo | Atleta              | Nacionalidade     | 1         | 2         | 3         | Marca | Notas |
| ---- | ----- | ------------------- | ----------------- | --------- | --------- | --------- | ----- | ----- |
| 1    | A     | Danniel Thomas-Dodd | Jamaica           | 17.60     | 18.06     | 19.32     | 19.32 | Q     |
| 2    | B     | Magdalyn Ewen       | Estados Unidos    | 19.21     |           |           | 19.21 | Q     |
| 3    | B     | Gong Lijiao         | China             | 18.96     |           |           | 18.96 | Q     |
| 4    | A     | Michelle Carter     | Estados Unidos    | 18.85     |           |           | 18.85 | Q,    |
| 5    | B     | Dimitriana Surdu    | Moldávia          | 18.71     |           |           | 18.71 | Q,    |
| 6    | A     | Sophie McKinna      | Grã-Bretanha      | 17.74     | 18.05     | 18.61     | 18.61 | Q,    |
| 7    | B     | Christina Schwanitz | Alemanha          | 18.52     |           |           | 18.52 | Q     |
| 8    | A     | Aliona Dubitskaya   | Bielorrússia      | 18.51     |           |           | 18.51 | Q     |
| 9    | B     | Anita Márton        | Hungria           | 18.29     | 18.44     |           | 18.44 | Q     |
| 10   | A     | Chase Ealey         | Estados Unidos    | 17.90     | x         | 18.35     | 18.35 | q     |
| 11   | A     | Brittany Crew       | Canadá            | 17.35     | 18.30     | 18.24     | 18.30 | q     |
| 12   | A     | Paulina Guba        | Polónia           | 17.36     | 18.04     | x         | 18.04 | q     |
| 13   | A     | Sara Gambetta       | Alemanha          | 17.59     | 18.01     | 17.41     | 18.01 |       |
| 14   | B     | Fanny Roos          | Suécia            | x         | 18.01     | 17.39     | 18.01 |       |
| 15   | B     | Klaudia Kardasz     | Polónia           | x         | 16.86     | 17.79     | 17.79 |       |
| 16   | B     | Emel Dereli         | Turquia           | 16.51     | x         | 17.71     | 17.71 |       |
| 17   | A     | Zhang Linru         | China             | x         | 17.06     | 17.65     | 17.65 |       |
| 18   | B     | Alena Pasechnik     | Bielorrússia      | 17.55     | x         | 17.42     | 17.55 |       |
| 19   | A     | Portious Warren     | Trinidad e Tobago | 17.43     | 17.46     | x         | 17.46 |       |
| 20   | B     | Alina Kenzel        | Alemanha          | 16.58     | 17.46     | 17.42     | 17.46 |       |
| 21   | A     | Geisa Arcanjo       | Brasil            | 17.30     | x         | 17.45     | 17.45 |       |
| 22   | B     | Noora Salem Jasim   | Bahrein           | 17.36     | x         | 16.83     | 17.36 |       |
| 23   | A     | Song Jiayuan        | China             | 15.14     | 17.10     | 17.24     | 17.24 |       |
| 24   | B     | Sarah Mitton        | Canadá            | 16.27     | x         | 17.24     | 17.24 |       |
| 25   | B     | Madison-Lee Wesche  | Nova Zelândia     | 16.55     | 17.22     | x         | 17.22 |       |
| 26   | A     | Oyesade Olatoye     | Nigéria           | 16.97     | x         | x         | 16.97 |       |
| 27   | A     | Ahymará Espinoza    | Venezuela         | x         | 16.89     | x         | 16.89 |       |

### Final
A final ocorreu dia 3 de outubro às 22:35. 
| Pos.              | Atleta              | Nacionalidade  | Tentativa | Tentativa | Tentativa | Tentativa | Tentativa | Tentativa | Marca | Notas |
| Pos.              | Atleta              | Nacionalidade  | 1         | 2         | 3         | 4         | 5         | 6         | Marca | Notas |
| ----------------- | ------------------- | -------------- | --------- | --------- | --------- | --------- | --------- | --------- | ----- | ----- |
| Medalha de ouro   | Gong Lijiao         | China          | 19.07     | 19.42     | 19.21     | 19.55     | x         | x         | 19.55 |       |
| Medalha de prata  | Danniel Thomas-Dodd | Jamaica        | 18.97     | 19.02     | 19.36     | 19.05     | x         | 19.47     | 19.47 |       |
| Medalha de bronze | Christina Schwanitz | Alemanha       | 18.61     | 18.87     | 18.68     | 18.67     | 19.17     | 18.44     | 19.17 |       |
| 4                 | Magdalyn Ewen       | Estados Unidos | 18.04     | 18.48     | 18.79     | 18.91     | 18.93     | x         | 18.93 |       |
| 5                 | Anita Márton        | Hungria        | 18.75     | 18.41     | 18.37     | 18.28     | 18.18     | 18.86     | 18.86 |       |
| 6                 | Aliona Dubitskaya   | Bielorrússia   | 18.66     | 18.48     | 18.86     | 18.36     | 18.58     | 18.55     | 18.86 |       |
| 7                 | Chase Ealey         | Estados Unidos | 18.70     | 18.25     | x         | x         | 18.82     | 18.61     | 18.82 |       |
| 8                 | Brittany Crew       | Canadá         | 18.46     | 18.18     | x         | 18.55     | 18.40     | 17.46     | 18.55 |       |
| 9                 | Michelle Carter     | Estados Unidos | 18.32     | 18.31     | 18.41     |           |           |           | 18.41 |       |
| 10                | Paulina Guba        | Polónia        | 18.02     | 17.97     | x         |           |           |           | 18.02 |       |
| 11                | Sophie McKinna      | Grã-Bretanha   | 17.99     | 17.85     | 17.68     |           |           |           | 17.99 |       |
| 12                | Dimitriana Surdu    | Moldávia       | 17.64     | 17.45     | x         |           |           |           | 17.64 |       |

Legenda
| Recorde mundial       | Recorde mundial (World record)               |                       | Recorde africano                      | Recorde africano (African) |                                           | Q | Classificado por posição (Qualified) |
| Recorde do campeonato | Recorde do campeonato (Championship record)  | Recorde da América    | Recorde da América (Americas)         | q                          | Classificado por melhor tempo (Qualified) |   |                                      |
| Melhor marca do ano   | Melhor marca do ano (World leading)          | Recorde asiático      | Recorde asiático (Asian)              | DNS                        | Não largou (Did not start)                |   |                                      |
| Recorde nacional      | Recorde nacional (National record)           | Recorde europeu       | Recorde europeu (European)            | DNF                        | Não terminou (Did not finish)             |   |                                      |
| Recorde pessoal       | Recorde pessoal do atleta (Personal best)    | Recorde da Oceania    | Recorde da Oceania (Oceania)          | DSQ / DQ                   | Desclassificado (Disqualified)            |   |                                      |
| Recorde da temporada  | Recorde da temporada do atleta (Season best) | Recorde sul-americano | Recorde sul-americano (South America) | NM                         | Sem marca (No mark)                       |   |                                      |